# Godwin (nome)
Godwin  è un nome proprio di persona inglese maschile.

## Varianti
- Maschili: Goodwin[2]

### Varianti in altre lingue
- Inglese antico: Godwine[3]
- Italiano: Godoino, Godvino

## Origine e diffusione
È composto dagli elementi inglesi antichi god ("dio") e wine ("amico"), e significa quindi "amico di Dio". Il primo elemento si ritrova anche in Godric, Gottardo e Gottlieb, mentre il secondo in Alvin, Gladwyn, Vinfredo ed Edvino.
Era assai diffuso nel periodo della conquista normanna dell'Inghilterra, e il suo usò continuò durante il Medioevo, dando origine ai cognomi Godwin e Goodwin. Proprio tali cognomi sono all'origine dell'uso dei nomi Godwin e Goodwin a partire dal XVII secolo, anche se, dal XIX, non si esclude una ripresa del vecchio nome inglese antico.

## Onomastico
L'onomastico si può festeggiare il 28 ottobre, in memoria di san Godwin, abate presso il monastero benedettino di Stablo-Malmedy. Si ricorda inoltre, al 19 aprile, sant'Elfego, vescovo di Winchester, che è chiamato anche Godwin.

## Persone
- Godwin del Wessex, nobile anglosassone
- Godwin Brumowski, aviatore austro-ungarico
- Godwin Davy, calciatore anguillano
- Godwin Ekhart, pittore austriaco
- Godwin Okpara, calciatore nigeriano

## Il nome nelle arti
- Goodwin Stanhope è un personaggio della serie televisiva Lost.
- Godwyn l'Aureo è un personaggio chiave nella trama del gioco Elden Ring.